# Парламентские выборы в Норвегии (1814, осень)
Выборы в первый чрезвычайный Стортинг в Норвегии проходили осенью 1814 года. Первый Стортинг был чрезвычайным и работал лишь ограниченное время в качестве Конституционного собрания для одобрения Конституции Норвегии. Стортинг также ратифицировал Союз со Швецией, после чего распустил себя. Поскольку политические партии официально не создавались до 1884 года, все избранные были независимыми.
Выборы в Стортинг 1814 года проводились как непрямые выборы. Первый внеочередной парламент созывался с 7 октября по 26 ноября 1814 года.

## Предвыборная обстановка
Парламентаризм не был введён, поэтому правительство функционировало без официальных контактов со Стортингом.
По королевскому указу от 13 июня 1814 года, адресованному епископам, конгрегации были обязаны подготовить перепись тех, кто имел право голоса. В округах Нурланн и Финнмарк выборы должны были быть проведены сразу после составления списка избирателей.
Статья 1 Мосской конвенции 14 августа 1814 года гласила, что принц Кристиан немедленно созовёт чрезвычайный Стортинг. Королевское объявление было сделано 16 августа, а дата встречи назначена на 7 октября. Рескрипт был разослан епархиальным секретарям, губернаторам уездов и епископам.

## Ход выборов
На каждом избирательном участке, где проводились выборы, на каждые пятьдесят избирателей, имеющих право голоса, был назначен один выборщик. Каждый приход в стране назначал одного выборщика на каждые 100 избирателей, имеющих право голоса.
В сельской местности в каждом округе были избирательные советы. Каждый избирательный округ назначал от одного до четырёх депутата парламента. При наличии в округе от 5 до 14 выборщиков они избирали одного депутата парламента, округа с 15-24 выборщиками избирали двух депутатов, с 25-34 — трёх. Округ с более чем 34 выборщиками выдвигал четырёх представителей в Стортинг.
Городские центры были разделены на 15 округов. У этих округов был один или несколько представителей, а несколько торговых центров совместно избирали одного представителя. Город с менее чем 150 имеющими право голоса избирателями (Холместранд, Сандефьорд, Порсгрунн, Рисёр и Мольде) избирали члена Собрания вместе с ближайшим более крупным городом. Городской избирательный округ с 3-6 выборщиками имели одного представителя, 7-12 — двух, 11-14 — трёх, более 14 — четырёх. Фредрикстад провёл собственные выборы, не набрав достаточного количества избирателей и результаты там были отклонены.
Выборы прошли в округе Финнмарк, но ни один из трёх представителей не прибыл вовремя. В округе Нурланн выборы не проводились: 26 сентября шериф получил рескрипт и написал, что времени слишком мало.
Право голоса имели мужчины старше 25 лет с имуществом определённого размера. Кроме того, были квалифицированы чиновники. Чтобы иметь право голоса, они также должны были принести присягу Конституции. Всеобщее избирательное право для мужчин было введено в 1898 году. Женщины не имели избирательного права до 1913 года.

## Результаты
Неизвестно, сколько человек проголосовало. На сельских выборах в приходах было выдвинуто 612 выборщиков. На выборах в городах было выдвинуто 100 выборщиков.
Всего в Стортинге 1814 года было 79 представителей от 33 округов, из которых 53 представителя от 18 сельских округов и 26 представителей от 15 городских районов. Кроме того, было три заместителя. Из-за недостатка времени и больших расстояний не было представителей северной Норвегии.